# Didymodon mougeotii
Didymodon mougeotii là một loài rêu trong họ Pottiaceae. Loài này được (Bruch & Schimp.) Mitt. mô tả khoa học đầu tiên năm 1864.